# Meczet Piątkowy w Baku
Meczet Piątkowy (azer. Cümə məscidi) – meczet na Starym Mieście w Baku, stolicy Azerbejdżanu. Jest jednym z najważniejszych meczetów w mieście.
Meczet stoi ukośnie w stosunku do innych budynków, z dziedzińcem od strony ulicy i grubym minaretem z tyłu.
Pierwowzór obiektu istniał już na początku XIV wieku (na miejscu dawnej zaratusztriańskiej świątyni ognia), a w 1437 dostawiono minaret z balkonem na stalaktytowych wspornikach. Pierwotny budynek meczetu nie przetrwał a nowy budynek, który do dziś istnieje, zbudowano w 1899 z funduszy bogatego mieszczanina bakijskiego Hacı Şeyxəli Dadaşova. W czasach ZSRR, miał zmienne koleje losu. Wpierw w 1937 został zamknięty przez władze komunistyczne, później urządzono w nim magazyn, a od 1968 mieściło się tu muzeum dywanów. Po odzyskaniu niepodległości przez Azerbejdżan w 1991, obiekt ponownie zaczął pełnić funkcje religijne. Decyzją rządu z 2 sierpnia 2001, Meczet Piątkowy został dodany do listy zabytków historii i kultury chronionych przez państwo.
Po roku 1991, grupa wiernych zbierających się w tym meczecie powołała organizację religijną pod nazwą Cümə Məscidi Dini İcması rejestrując się zarówno we władzach miejskich jak i w Ministerstwie Sprawiedliwości Azerbejdżanu. Organizacja ta sprawowała opiekę nad meczetem. Jednak w 2001 roku, po włączeniu meczetu na listę chronionych przez państwo zabytków, nowe władze państwowe postanowiły przejąć kontrolę nad meczetem; obsadzić go nowym imamem na miejsce aktualnego, którym był İlqar Allahverdiyev, obrońca praw człowieka i demokracji. Meczet i jego organizacja chroniły swoją autonomię i broniły się przed interwencją państwa, aż do roku 2004 gdy w trakcie nabożeństwa przysłane przez rząd wojsko wkroczyło do meczetu i siłą usunęło wszystkich. Meczet został potem otoczony płotem i „zamknięty na czas naprawy”. Gdy Cümə Məscidi Dini İcması skierowało sprawę do sądu i ją przegrało w roku 2004, po wyczerpaniu drogi sądowniczej w Azerbejdżanie, złożyło pozew przeciwko państwu w Europejskim Trybunale Praw Człowieka. Ostatecznie władze Azerbejdżanu wygrały, gdyż 8 lutego 2013 Europejski Trybunał Praw Człowieka ogłosił odrzucenie wniosku skarżących.

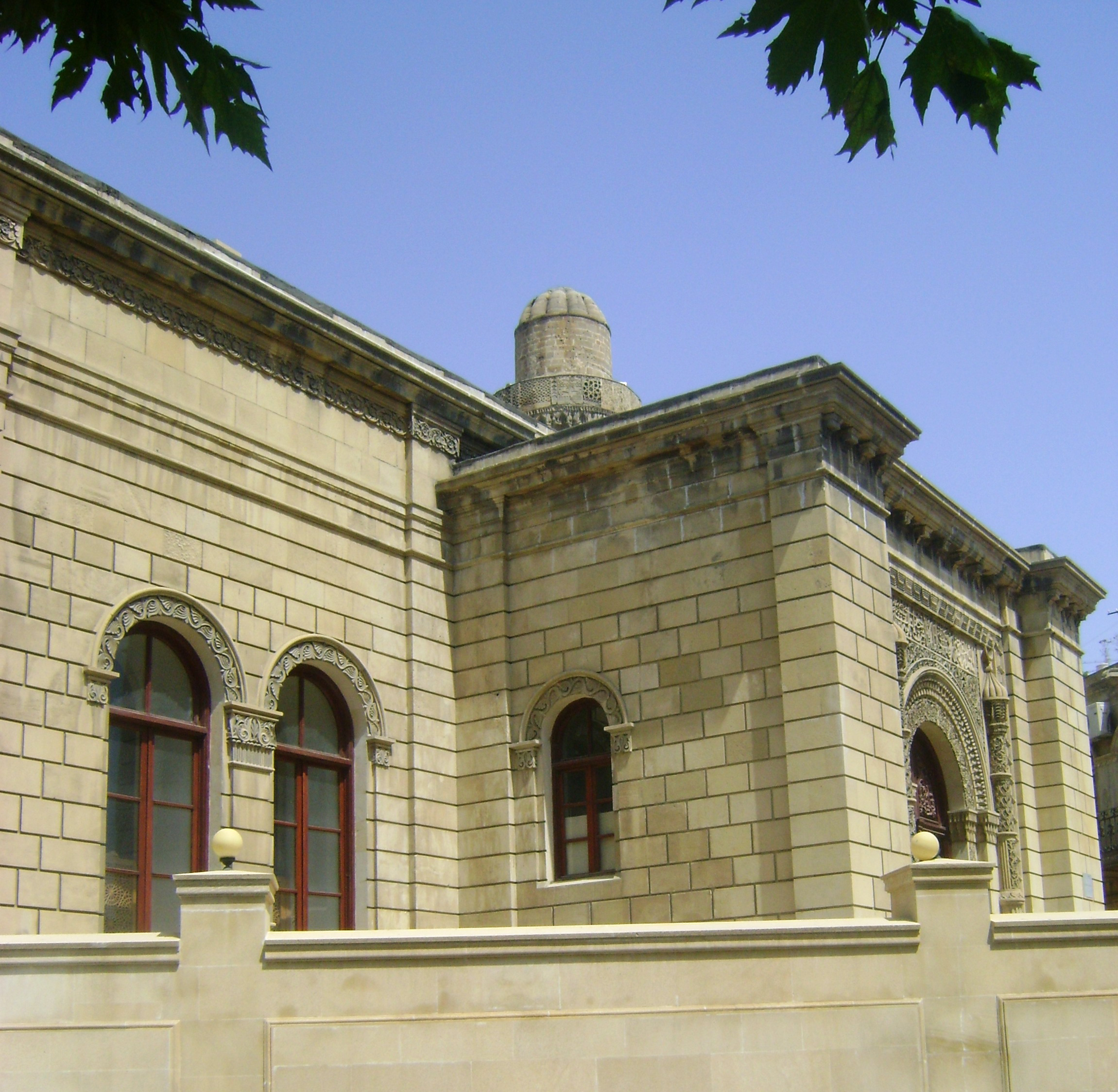
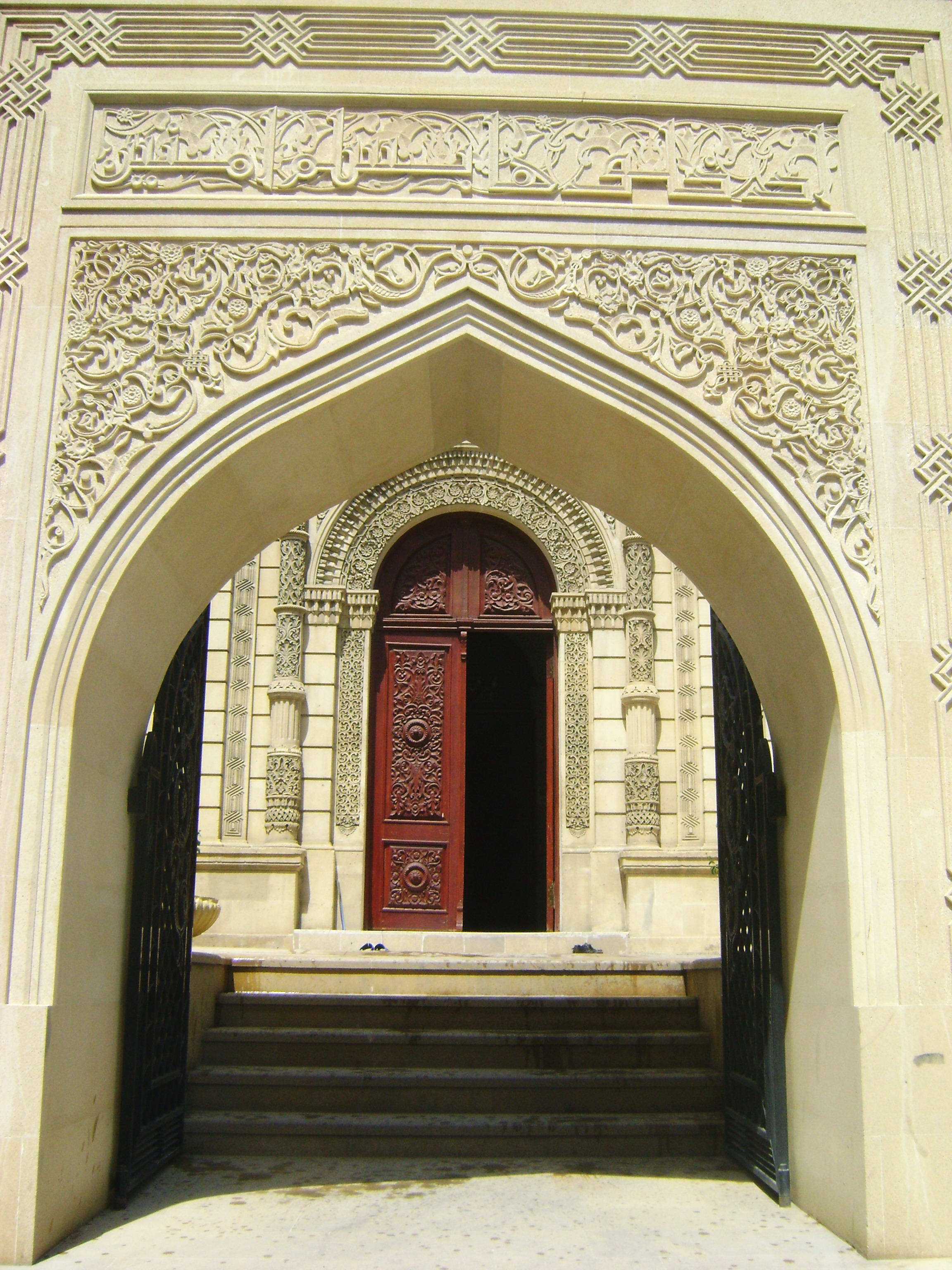
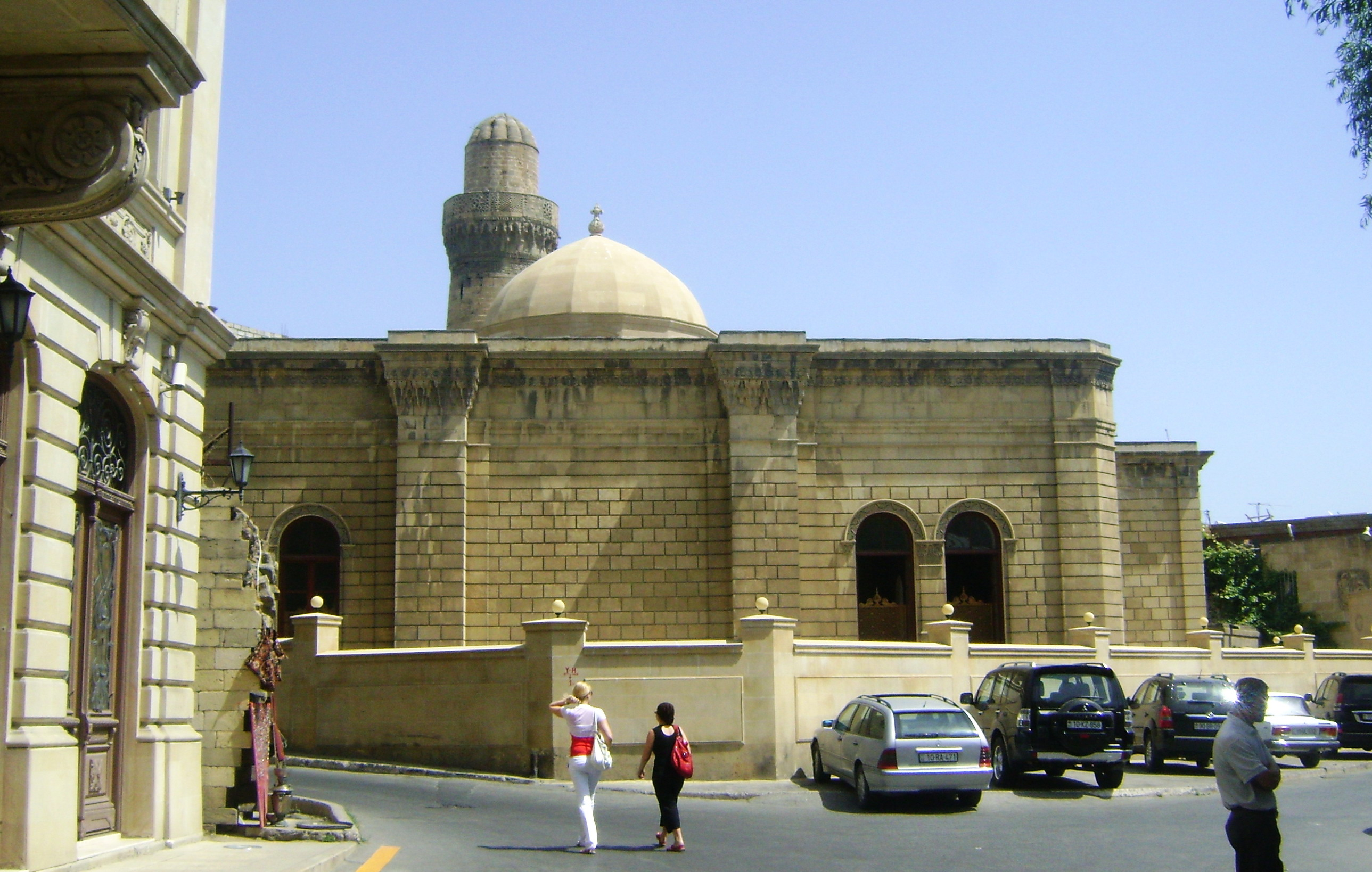
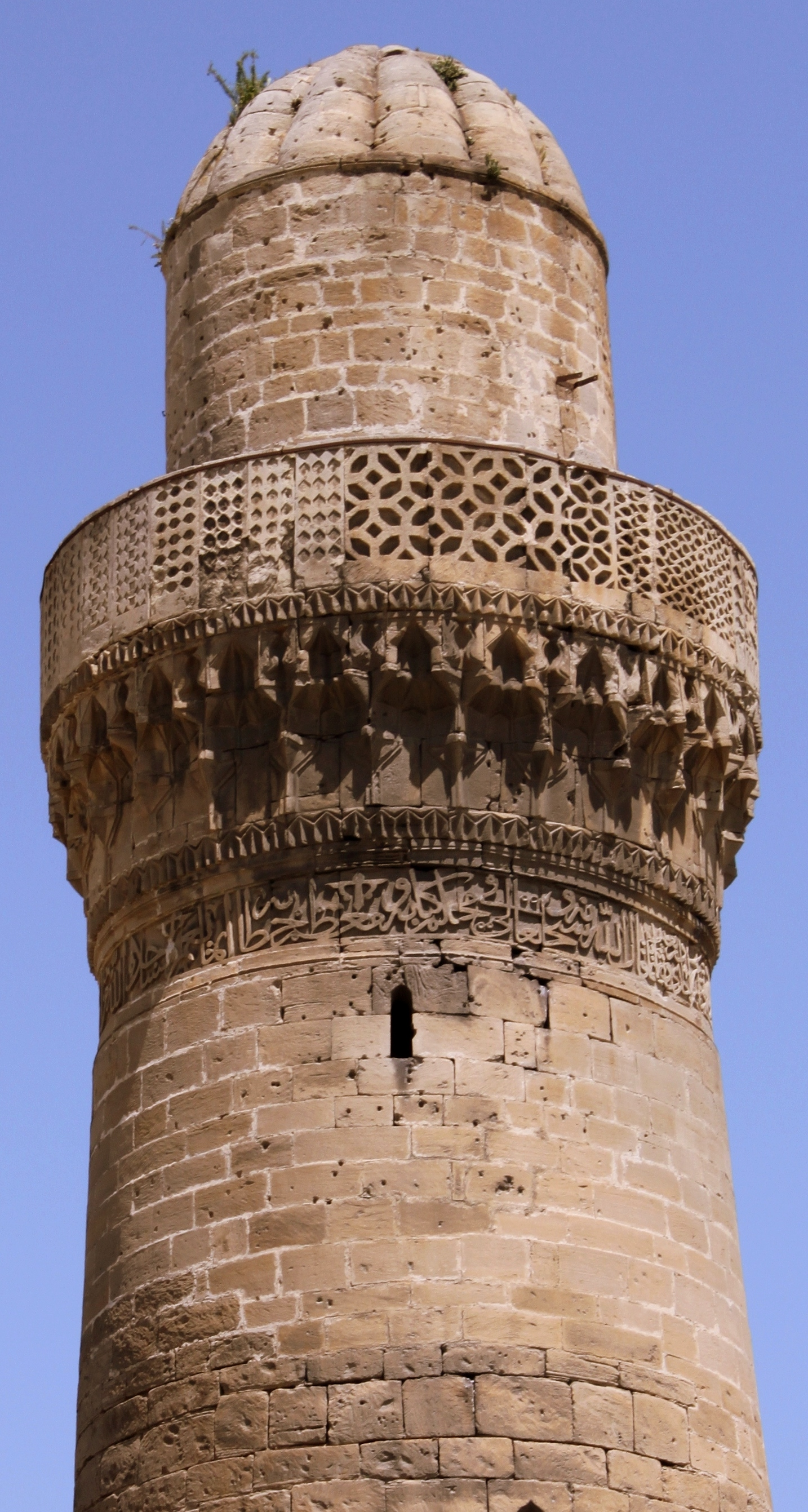